# Diablerie
Diablerie [-ri], från franskans diable och grekiskans diabolos, "djävul", ett slags under medeltiden förekommande teaterpjäs, i vilket djävlar uppträdde.